# 天使們的午後
《天使們的午後》，是1985年至2001年由JAST發售的18禁遊戲系列，為18禁戀愛冒險遊戲之始祖。

## 發售列表
- 1985年
  - 7月 - 天使們的午後
  - 12月 - 天使們的午後 番外編
- 1987年10月 - 天使們的午後II ～美奈子～
- 1988年5月 - 天使們的午後II 番外編
- 1989年11月下旬 - 天使們的午後III ～～
- 1990年10月 - 天使們的午後III 番外編
- 1991年7月10日 - 天使們的午後IV ～～
- 1992年
  - 2月 -  ～橫濱物語～（暫定：天使們的午後Special・橫濱物語）
  - 12月 - 天使們的午後V ～～
- 1993年
  - 3月1日 - 天使們的午後III 番外編・反省版
  - 5月14日
    - 天使們的午後SpecialII
    - 天使們的午後VI ～My Fair Teacher～
- 1995年
  - 2月22日 - 天使們的午後Collection
收錄了《I(初代)》、《II》、《III》。
  - 6月16日 - 天使們的午後 ～轉校生～
  - 11月17日 - 天使們的午後Collection2
收錄了《II 番外編》、《III 番外編・反省版》、《IV》。
- 1996年11月22日 - 天使們的微笑
- 1998年5月29日 -  ten.ko.sei
使用《～轉校生～》的角色的作品(非重製版)。
- 2001年9月7日 - 天使們的午後 SEASON2001（Purple發售）

## 補足
因FAIRYTALE發售的18禁遊戲《沙織 -美少女們的貴府-》衍生的「沙織事件」，《III 番外編》與《IV ～～》亦在1991年11月受到販賣目的持有猥褻圖畫像搜索波及而皆被回收。
隨著上述事件，JAST中止發售原已宣布開發的《IV 番外編》，而預定在1991年末發售並開發中的《Special・橫濱物語》的標題則改成《 ～橫濱物語～》，再修正插圖後於1992年2月發售。
一般而言，不包含在《天使們的午後》系列內；但如不知道開發階段時的暫定標題，則會不能理解隔年發售的《SpecialII》的標題意思。
PC-8800版的《天使們的午後》的初期版本以外的系列作（包含各番外編），可以用需另外購買的《JAST SOUND》加入遊戲對白語音。